# Grądy Zalewne

Grądy Zalewne ([ˈɡrɔndɨ zaˈlɛvnɛ]) est un village polonais (commune de Długosiodło) dans le district de Wyszków de la région de Mazovie dans le centre-est de la Pologne.
Le village a une population de 94 habitants en 2008.

## Histoire
De 1975 à 1998, il faisait partie du territoire de la Voïvodie d'Ostrołęka